# Leonard Peltier

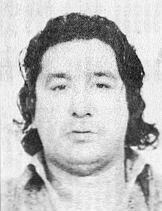
Peltier w 1972

Leonard Peltier (ur. 12 września 1944) – amerykański Indianin z plemienia Czipewejów (ang. Chippewa, w języku ojibwa Anishinabe), działacz American Indian Movement (AIM – Ruchu Indian Amerykańskich), skazany po budzącym do dziś kontrowersje procesie na podwójny wyrok dożywotniego więzienia za zastrzelenie dwóch agentów FBI podczas tzw. "incydentu w Oglala" – strzelaniny w rezerwacie Pine Ridge w Dakocie Południowej 26 czerwca 1975. Jego wyrok złagodził prezydent Stanów Zjednoczonych Joe Biden 19 stycznia 2025 roku.

## Życiorys
Dla jednych lider i "kozioł ofiarny" bezkompromisowej walki o prawa tubylczych Amerykanów oraz amerykański więzień sumienia, oskarżony i skazany przynajmniej po części z przyczyn politycznych, dla innych – radykał winny nieuzasadnionej zbrodni, wykorzystywany od lat przez cynicznych prawników, polityków i działaczy. Uwięziony przez niemal pół wieku, nie przyznawał się do winy, zabiegając zza krat o poparcie społeczne dla zwalczania problemów Indian Ameryki Północnej oraz o swój nowy proces, ułaskawienie, złagodzenie kary lub warunkowe zwolnienie.
Autor więziennej autobiografii Prison Writings: My Life is my Sundance (pol. Zapiski więzienne: moje życie jest Tańcem Słońca), bohater kilku książek i filmów dokumentalnych (m.in. Incident at Oglala, Warrior).
O sprawie Peltiera w swoich piosenkach przypominali m.in. Robbie Robertson, Buffy Sainte-Marie, Indigo Girls, Rage Against the Machine, Toad the Wet Sprocket, The Goats, Corporate Avenger, Ben Harper, Oliver Shanti (Shaman 2: Free Leonard Peltier Now!) oraz Fermin Muguruza. Ponad 500 znanych publicznie postaci podpisało list lub petycję z poparciem dla Peltiera – są wśród nich Michael Apted, Kris Kristofferson, Peter Matthiessen, Madonna, Bono, Sting, Vivienne Westwood, Giorgio Armani, Cher, Kylie Minogue, Elton John, Oliver Stone, Danielle Mitterrand, Desmond Tutu, Michaił Gorbaczow, Raquel Welch, Joan Collins, Ozzy Osbourne, Bianca Jagger, Kate Moss. Z kolei zespół Anal Cunt posiada w swoim repertuarze piosenkę "Laughing When Leonard Peltier Gets Raped In Jail".
Pomimo oczekiwań części opinii publicznej kolejni prezydenci Stanów Zjednoczonych aż do stycznia 2025 r. nie odpowiadali na apele o ułaskawienie Leonarda Peltiera. Przeciwko ewentualnemu ułaskawieniu lub warunkowemu zwolnieniu go z więzienia protestowało m.in. środowisko agentów FBI.
Działalność w obronie Peltiera koordynuje International Leonard Peltier Defense Committee (ILPDC). Komitet zabiega m.in. o ułaskawienie Peltiera przez prezydenta, kongresowe śledztwo w sprawie tzw. "rządów terroru" w indiańskich rezerwatach w latach 70. XX w., odtajnienie tysięcy stron archiwalnych tajnych dokumentów FBI związanych ze sprawą oraz przeniesienie do lżejszego więzienia Leonarda Peltiera, który odbywał wyrok w więzieniu federalnym w Coleman na Florydzie.
28 lipca 2009 odbyło się pierwsze od 15 lat pełne przesłuchanie w sprawie warunkowego zwolnienia Leonarda Peltiera. 21 sierpnia komisja do spraw zwolnień warunkowych odrzuciła wniosek Peltiera, uznając m.in. argumenty prokuratury i FBI, iż jego uwolnienie mogłoby "pomniejszać wagę popełnionej zbrodni" oraz "zachęcać do łamania prawa". Datę kolejnego przesłuchania komisja wyznaczyła na rok 2024. Decyzję tę potępiła m.in. Amnesty International, która domaga się uwolnienia Peltiera. Analogiczne przesłuchanie latem 2024 roku ponownie zakończyło się dla Peltiera negatywnie.
Prezydent Stanów Zjednoczonych Joe Biden złagodził wyrok Leonarda Peltiera 19 stycznia 2025 roku, zmieniając karę dożywotniego więzienia na areszt domowy.